# ホワイトロック (ブリティッシュコロンビア州)

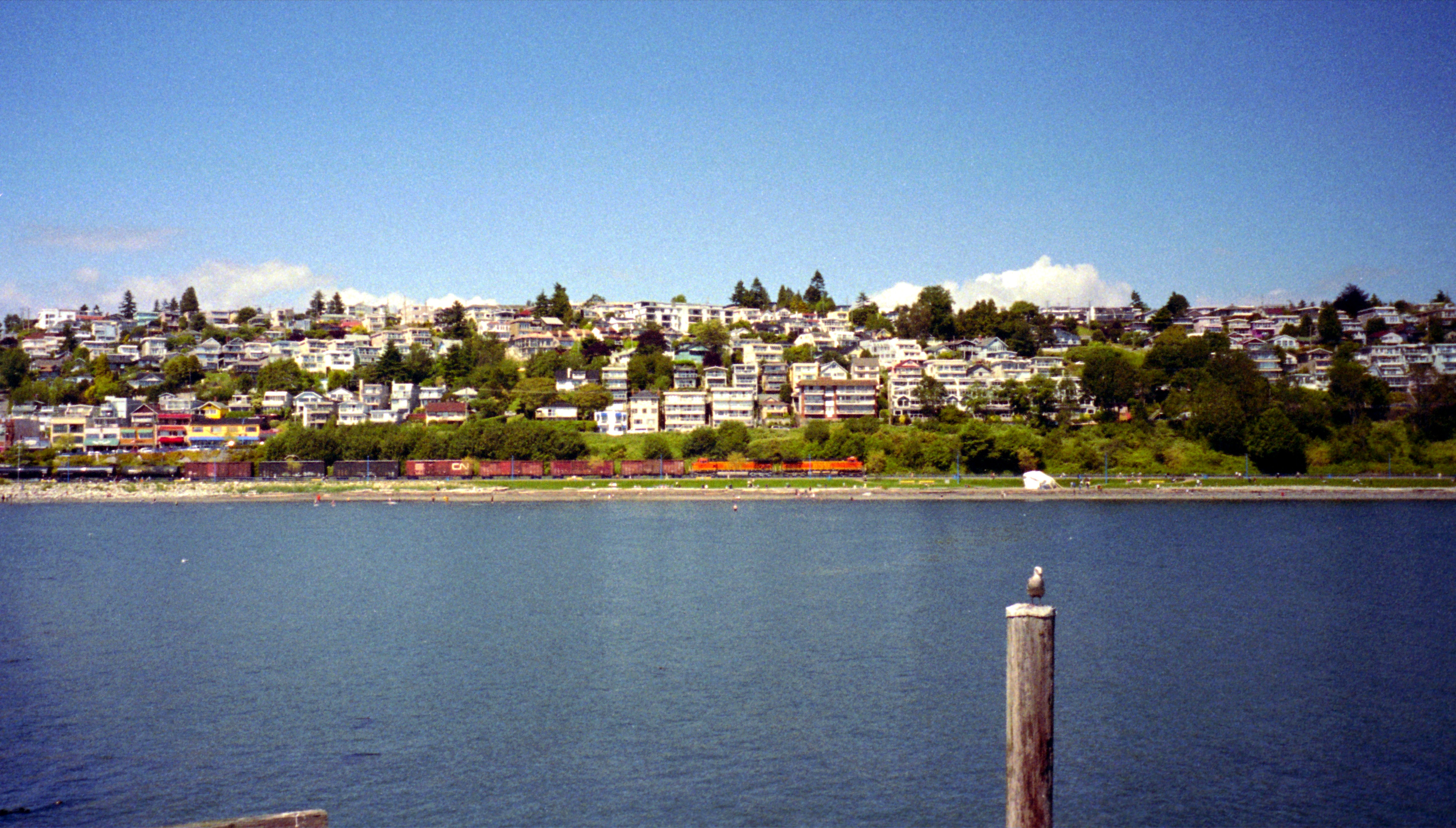
海岸線と街並み

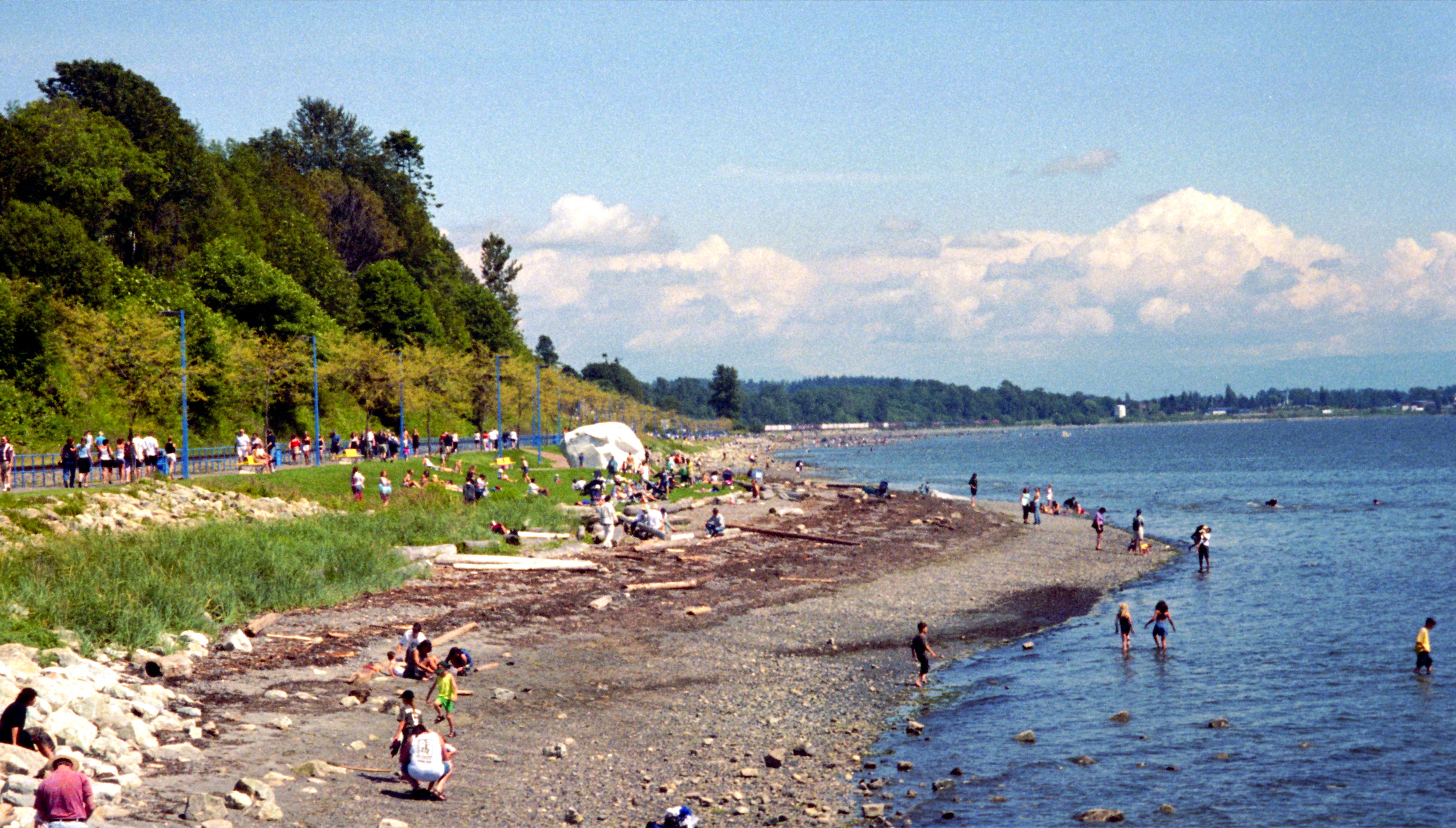
ビーチとホワイトロック

ホワイトロック（英語: White Rock）は、カナダのブリティッシュコロンビア州南西岸にある小都市。メトロバンクーバーに属し、バンクーバー都市圏の一部を構成している。バンクーバー市内の中心部とを結ぶ公共交通機関もあり45kmほどの距離を結んでいる。周りにはホワイトロック市を囲むようにしてサレー市がある。
また、都市は温暖な海流が流れ込むセミアモー湾と南で接しており、南岸の砂浜8kmに沿って街並みが続いている。

## 国境
アメリカのワシントン州の国境までは南東にすぐの距離。2018年には、海岸をジョギングしていた女性が誤ってアメリカ側へ入り込んでしまいアメリカ国境警備隊に拘束される事件も起きた。